# The Bees Made Honey in the Lion's Skull
The Bees Made Honey in the Lion's Skull es el quinto disco de estudio de la banda Earth. Fue lanzado a fines de febrero de 2008 por el sello Southern Lord.
El álbum profundiza el sonido de su predecesor, HEX; Or Printing in the Infernal Method, incorporando un sonido más melódico y menos pesado que el de la primera etapa de la banda, tomando influencias del country y desarrollando música más experimental. A este respecto, en su reseña para allmusic Thom Jurek afirmó, en su momento, que "The Bees Made Honey in the Lion's Skull es más musical y osado que nada editado por Earth en su historia".

## Lista de canciones
Todas las canciones escritas y arregladas por Earth.
| N.º | Título                                    | Duración |  |
| 1.  | «Omens and Portents I: The Driver»        | 9:07     |  |
| 2.  | «Rise to Glory»                           | 5:47     |  |
| 3.  | «Miami Morning Coming Down II (Shine)»    | 8:01     |  |
| 4.  | «Engine of Ruin»                          | 6:28     |  |
| 5.  | «Omens and Portents II: Carrion Crow»     | 8:04     |  |
| 6.  | «Hung from the Moon»                      | 7:43     |  |
| 7.  | «The Bees Made Honey in the Lion's Skull» | 8:14     |  |

## Créditos

### Músicos

#### Earth
- Dylan Carlson – guitarras eléctricas, amplificador
- Steve Moore – piano de cola, órgano Hammond, piano eléctrico Wurlitzer
- Don McGreevy – bajo eléctrico, contrabajo acústico
- Adrienne Davies – batería, percusión

#### Invitados
- Bill Frisell – guitarra eléctrica y amplificador en 1, 4 y 5

### Producción
- Pistas básicas grabadas por Mell Dettmer y Randall Dunn.
- Todas las otras grabaciones por Randall Dunn.
- Mezclado por Randall Dunn.
- Masterizado por Mell Dettmer.
- Arte por Arik Roper.
- Diseño por Seldon Hunt.